# Пониквари
Пониквари су насељено место у општини Топуско, на Кордуну, Република Хрватска.

## Историја
Пониквари су се од распада Југославије до августа 1995. године налазили у Републици Српској Крајини. До територијалне реорганизације у Хрватској насеље се налазило у саставу бивше велике општине Вргинмост.

## Становништво
На попису становништва 2011. године, Пониквари су имали 347 становника.

## Попис 1991.
На попису становништва 1991. године, насељено место Пониквари је имало 712 становника, следећег националног састава:
| Попис 1991.‍  | Попис 1991.‍  | Попис 1991.‍ | Попис 1991.‍ | Попис 1991.‍ |
| ------------ | ------------ | ----------- | ----------- | ----------- |
|              |              |             |             |             |
| Хрвати       | Хрвати       |             | 353         | 49,57%      |
| Срби         | Срби         |             | 324         | 45,50%      |
| Југословени  | Југословени  |             | 12          | 1,68%       |
| Муслимани    | Муслимани    |             | 2           | 0,28%       |
| Словенци     | Словенци     |             | 1           | 0,14%       |
| неопредељени | неопредељени |             | 9           | 1,26%       |
| непознато    | непознато    |             | 11          | 1,54%       |
| укупно: 712  |              |             |             |             |